# Chorągwice
Chorągwice est une localité polonaise de la gmina de Jemielno, située dans le powiat de Góra en voïvodie de Basse-Silésie.

## Toponymie
En 1311 la commune est nommée Chorangewitz. En 1337 elle est appelée Chorangowicz. Par la suite, en 1670 elle porte le nom de Korangelwitz. En 1787 le village se nomme Corzngelwitz. En 1945, le nom Chochnów lui a été donné. Le nom actuel est en vigueur depuis 1948.

## Histoire
L'existence du village est attestée dès 1311 dans des documents officiels.